# ARA Bahía Thetis (B-8)
El ARA Bahía Thetis (B-8) fue un transporte de la Armada Argentina que estuvo en servicio de 1950 a 1974. Su nombre refiere a la bahía Thetis, Isla Grande de Tierra del Fuego.

## Historia
Fue construido por Halifax Shipbuilding (Halifax, Canadá), botado en 1949 y entregado al año siguiente. De 1952 a 1960 cumplió viajes finales de instrucción de la Escuela Naval Militar (ESNM). Posteriormente pasó al Comando de Transportes Navales. En 1974 fue radiado y vendido para su desguace.